# Tuần ánh sáng
Tuần ánh sáng (tiếng Anh: light week) là đơn vị dùng trong thiên văn học và cách ngành liên quan, diễn tả khoảng cách không gian mà quang tử di chuyển được trong một tuần trong chân không. Trong đó mỗi tuần có 7 ngày, mỗi ngày 86.400 giây, như vậy một tuần ánh sáng ứng với chiều dài 181.314.478.598.400 m.
Đơn vị tuần ánh sáng rất ít khi được sử dụng, vì chỉ có vài thiên thể nằm trong vùng kích thước này. Ví dụ: đám mây Oort nằm quanh Mặt Trời ở khoảng cách từ 41 đến 82 tuần ánh sáng. Ngoài ra, quỹ đạo các thiên thể thuộc vành ngoài của Hệ Mặt Trời có thể tính bằng ngày ánh sáng hay giờ ánh sáng, ngược lại các khoảng cách liên sao đã dùng kích thước năm ánh sáng.